# Barbara Schöneberger
Barbara Schöneberger (født 5. marts 1974) er en tysk skuespiller, sanger og TV-vært.
Schöneberger er det eneste barn af klarinetspiller Hans Schöneberger og hans kone Annemarie. Hun studerede sociologi, kunsthistorie og kommunikationsstudier i Augsburg. Hun bor i Berlin med sin anden mand Maximilian von Schierstädt og har en søn og en datter.